# Шрифт Брайля

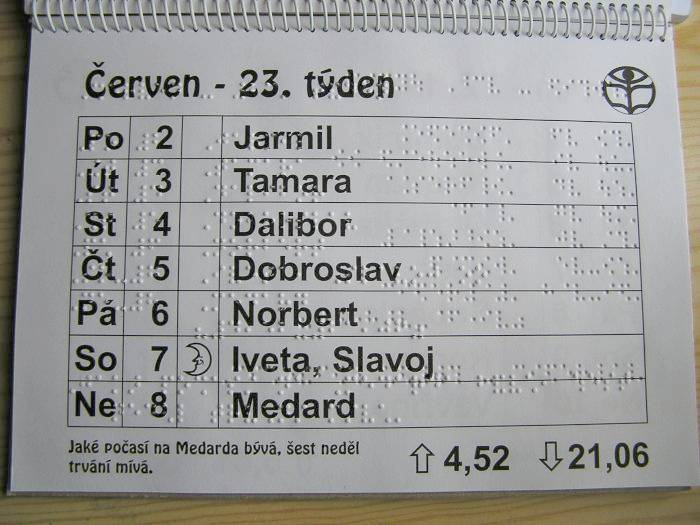
Чешский календарь со шрифтом Брайля

Шрифт Брайля (фр. Braille) — рельефно-точечный тактильный шрифт, предназначенный для письма и чтения незрячими и плохо видящим людям. Разработан в 1824 году французом Луи Брайлем (фр. Louis Braille), сыном сапожника. Луи в возрасте трёх лет поранился в мастерской отца шорным ножом; из-за начавшегося воспаления глаза мальчик потерял зрение. В возрасте 15 лет Луи создал свой рельефно-точечный шрифт как альтернативу рельефно-линейному шрифту Валентина Гаюи, вдохновившись простотой «ночного шрифта» капитана артиллерии Шарля Барбье. В то время «ночной шрифт» использовался военными для записи донесений, которые можно было прочесть в темноте. Шрифт Брайля был первой системой записи с двоичным кодированием.
В 1960 году 50% слепых детей школьного возраста в США могли читать с помощью шрифта Брайля.

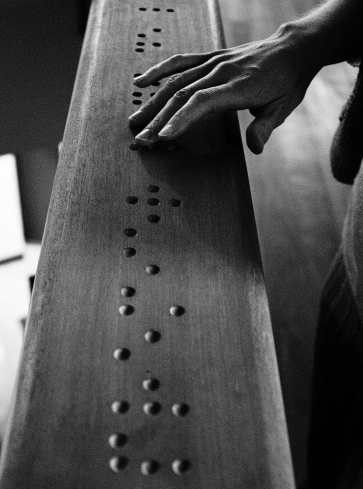
Слово «⠏⠗⠑⠍⠊⠑⠗» (premier — первый), выбитое на перилах муниципального архива Марселя (Франция)

## Написание
|                       |                        |
| Шеститочечная система | Восьмиточечная система |

Для изображения букв в шрифте Брайля используются шесть точек. Точки расположены в два столбца. При письме точки прокалываются, и поскольку читать можно только по выпуклым точкам, «писать» текст приходится с обратной стороны листа. Текст пишется справа налево, затем страница переворачивается, и текст читается слева направо.
Для читающего точки нумеруются по столбцам слева направо и по строкам сверху вниз. Для пишущего на перевёрнутой странице нумерация выглядит по-иному: точка 1 находится в верхнем правом углу, под ней — точка 2, в нижнем левом углу — точка 6.
Некоторые советские тифлопедагоги продвигали систему нумерации, в которой точки 1 и 3 были переставлены местами. Такая система противоречит международным стандартам.
Позднее были добавлены ещё две точки: точка 7 под точкой 3 и точка 8 под точкой 6. Такую систему стали называть расширенной системой Брайля.
Высота выпуклой точки составляет 0,5 мм (см. рис справа), этого достаточно для распознавания точки на ощупь. Диаметр точки — 1,2 мм. Расстояние между точками — 1,2 мм, расстояние между символами — 2,3 мм по горизонтали и 3,8 мм по вертикали.
Существует множество форматов листов для печати по Брайлю, распространённость которых варьируется в зависимости от национальных традиций типографского дела. Традиционный для России и постсоветского пространства лист брайлевской книги включает в себя 25 строк по 30 или 32 знака в каждой, обладая общим размером 23 на 31 см.
Используя традиционный (шеститочечный) шрифт Брайля, можно записать 26=64 различных символа: 63 кодирующих буквы или знаки и один пробел. В расширенном (восьмиточечном) шрифте Брайля — 28=256 символов: 255 букв или знаков и один пробел.
Вследствие ограниченности количества различных комбинаций точек часто используются:
- многоклеточные знаки (состоящие из двух и более знаков, по отдельности имеющих свои функции);
- дополнительные знаки (большие и малые буквы разных алфавитов, цифровой знак и т. д.).

Каждая комбинация имеет несколько значений, порой доходящих почти до десятка.
При записи символов шрифта Брайля используются особые письменные принадлежности — прибор и грифель. Из-за этого невозможно изменить размеры и начертание (жирный, полужирный, курсив) символов. Для обозначения строчных и прописных букв перед нужными буквами ставятся специальные символы. Для изменения начертания (жирный, полужирный, курсив) текста, при записи верхнего и нижнего индекса, при записи математического корня до и после текста ставятся специальные символы: один символ ставится в начале текста, другой — в конце. Такой способ написания похож на запись текста между тегами в языке html.

## Пишущая машинка
Пишущая машинка Брайля — это пишущая машинка с шестью клавишами, позволяющая писать на азбуке Брайля на обычной белой странице.
Первая пишущая машинка Брайля, получившая всеобщее признание, была изобретена Фрэнком Хейвеном Холлом (управляющим Иллинойской школы для слепых) и была представлена публике в 1892 году.
Инструмент «Стейнсби Брайлер», разработанный механиком Генри Стейнсби в 1903 году представляет собой скользящую каретку, перемещающуюся по алюминиевой пластине, в которой изображены буквы Брайля. Улучшенная версия была введена в 1933 году.
В 1951 году учитель деревообработки в школе Перкинса для слепых Дэвид Абрахам создал более продвинутую пишущую машинку Брайля — Perkins Brailler.
Принтеры для тиснения шрифтом Брайля были выпущены в 1950-х годах. В 1960 году преподаватель МТИ Роберт Манн написал программное обеспечение DOTSYS, позволяющее производить автоматический перевод Брайля, а другая группа создала устройство для тиснения под названием «MIT Braillemboss». Команда Роберта Гилдеа, Джонатана Миллена, Рейда Герхарта и Джозефа Салливана (ныне президент Duxbury Systems) из корпорации Mitre разработала первый переводчик Брайля, написанный на переносимом языке программирования. DOTSYS III был разработан для государственных школ Атланты как программа общественного достояния.
В 1991 году Эрнест Бейт разработал электронную машину Mountbatten Brailler, которая использовалась для печати шрифта Брайля на бумаге Брайля, предоставив ей ряд дополнительных функций, таких как обработка текста, звуковая обратная связь и тиснение.
В 2011 году Дэвид С. Морган выпустил первую машину SMART Brailler с добавлением функции преобразования текста в речь и возможностью цифрового ввода данных.

## Применение шрифта Брайля
Согласно принятой в РФ с 2011 года социальной программе «Доступная среда», направленной на создание условий, которые способствовали бы включению инвалидов и маломобильных граждан в общество и повышали бы их уровень жизни, все объекты социального и общественного назначения должны быть адаптированы для их посещения инвалидами, в частности по зрению. Один из способов восприятия текстовой информации незрячими является чтение по системе Брайля, поэтому на предметах быта и в возможных местах пребывания незрячих информация часто дублируется рельефно-точечным шрифтом Брайля. Так, в 2016 в Госдуму внесен проект закон о необходимости нанесения информации шрифтом Брайля на упаковках лекарств. Для помощи незрячим и слабовидящим при ориентировании в пространстве создаются различные средства с применением шрифта по системе Брайля или рельефным текстом, например тактильные таблички или пиктограммы.

## Обучение чтению по системе Брайля
Обучиться чтению по Брайлю можно как у тифлопедагога, так и самостоятельно, используя различные методики обучения, пособия и образовательные игры. Существуют специализированные школы для обучения слепых детей. Для самостоятельного изучения применяются методики, основанные на ассоциациях между формой буквы и значением слов или специальные электронные тактильные азбуки, где каждая кнопка это отдельная буква алфавита, при нажатии на которую воспроизводятся её голосовое звучание и слова на эту букву.

## Грамматические особенности письма по Брайлю
Из-за особенностей шрифта Брайля в письме на его основе сделаны некоторые изменения правил набора текста. В результате чего человек, обучавшийся по системе Брайля, которого также принято называть «браилистом», впоследствии может допускать ряд характерных ошибок при написании обычного текста, например, если незрячий человек будет вводить текст на адаптированном для работы без помощи зрения компьютере.

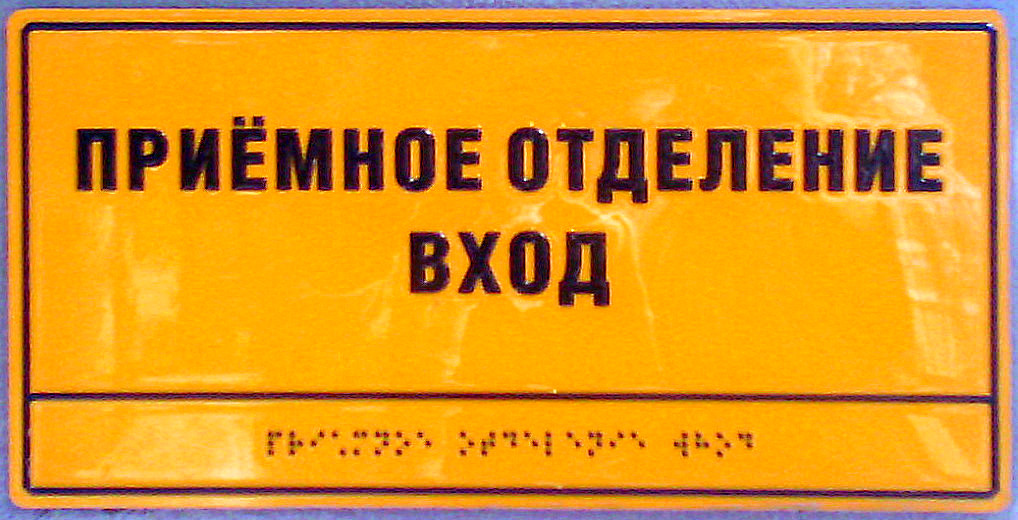
Надпись «Приёмное отделение. Вход», продублированная шрифтом Брайля на больнице № 3 города Северодвинска

В целом можно выделить следующие отличия брайлевского письма:
- частое игнорирование заглавных букв;
- отсутствие знака пробела после запятой;
- отсутствие знака пробела перед тире;
- отсутствие пробела между знаком номера и числом;
- использование одного и того же символа для обозначения похожих пунктуационных знаков, например, тире и дефиса, так как в Брайле существует лишь один символ подобного рода.

Без специального дополнительного обучения незрячий человек всегда допускает подобные ошибки, набирая обычный текст, так как в системе Брайля они являются стандартными правилами.

## Латинские буквы и цифры
|     |     |     |     |     |     |     |     |     |     |
| a/1 | b/2 | c/3 | d/4 | e/5 | f/6 | g/7 | h/8 | i/9 | j/0 |
|     |     |     |     |     |     |     |     |     |     |
| k   | l   | m   | n   | o   | p   | q   | r   | s   | t   |
|     |     |     |     |     |     |     |     |     |     |
| u   | v   | x   | y   | z   | w   |     |     |     |     |

### Другие символы

следующий знак — заглавные буквы
далее цифровые символы
Точка
Запятая
Вопросительный знак
Точка с запятой
Восклицательный знак
Открывающая кавычка
Закрывающая кавычка
Скобка
Дефис

## Компьютерное представление шрифта Брайля
Существует два основных метода компьютерного представления знаков шрифта Брайля, которые используются для сохранения брайлевского текста в электронном виде.
Первый из них реализован на базе половины диапазона символов ASCII, условно интерпретируемых специальным образом, и служит для отображения шеститочечного брайля, а второй представляет собой отдельный диапазон символов в Юникоде, которые внешне выглядят как брайлевские шеститочечные знаки.

### ASCII
Одной из первых и актуальных до сих пор методик компьютерного представления Брайля является система «The North American Braille ASCII Code» («Североамериканский ASCII код для представления шрифта Брайля» — англ.), изобретённая в конце шестидесятых годов в США, но в итоге получившая повсеместное распространение и сейчас более известная просто как «Braille ASCII».
В Braille ASCII каждый из шестидесяти четырёх вариантов шеститочечного брайлевского символа сопоставлен с каким-то ASCII-символом из диапазона U+20-U+5F, что предоставляет возможность закодировать любой текст обычными знаками, поддерживающимися практически любой кодовой таблицей.

### Юникод
По стандарту Юникода глифы символов Брайля сортируются согласно бинарному инкременту, а не алфавитному порядку (так как символы могут принимать разное значение в зависимости от конкретного языка или вообще иметь исключительно служебный смысл). В актуальной версии Unicode 6.0 для отображения символов шрифта Брайля используется 8-точечное представление, шрифт расположен в кодовом пространстве под названием «Braille Patterns» в диапазоне от U+2800 до U+28FF, и таким образом набор состоит из 256 символов.
Алгоритм генерации кода брайлевского символа основан на базе двоичного представления каждой точки.
| Braille | Символ | Braille | Символ               |
| ------- | ------ | ------- | -------------------- |
| ⠁       | A 1    | ⠗       | R                    |
| ⠃       | B 2    | ⠎       | S                    |
| ⠉       | C 3    | ⠞       | T                    |
| ⠙       | D 4    | ⠥       | U                    |
| ⠑       | E 5    | ⠧       | V                    |
| ⠋       | F 6    | ⠺       | W                    |
| ⠛       | G 7    | ⠭       | X                    |
| ⠓       | H 8    | ⠽       | Y                    |
| ⠊       | I 9    | ⠵       | Z                    |
| ⠚       | J 0    | ⠠       | Знак заглавной буквы |
| ⠅       | K      | ⠼       | Знак номера          |
| ⠇       | L      | ⠲       | Точка                |
| ⠍       | M      | ⠂       | Запятая              |
| ⠝       | N      | ⠢       | Вопросительный знак  |
| ⠕       | O      | ⠆       | Точка с запятой      |
| ⠏       | P      | ⠤       | Дефис                |
| ⠟       | Q      | ⠀       | Пробел               |

## Кириллица
Существуют много версий шрифта Брайля для разных языков, в том числе основанных не на латинском алфавите. В частности, русский язык использует следующее представление:

А
Б
В
Г
Д
Е
Ё
Ж
З
И
Й
К
Л
М
Н
О
П
Р
С
Т
У
Ф
Х
Ц
Ч
Ш
Щ
Ъ
Ы
Ь
Э
Ю
Я
.
!
«
»
(
)
,
?
Прописная русская буква
Строчная русская буква
Прописная латинская буква
Строчная латинская буква
Прописная греческая буква
Строчная греческая буква
Число

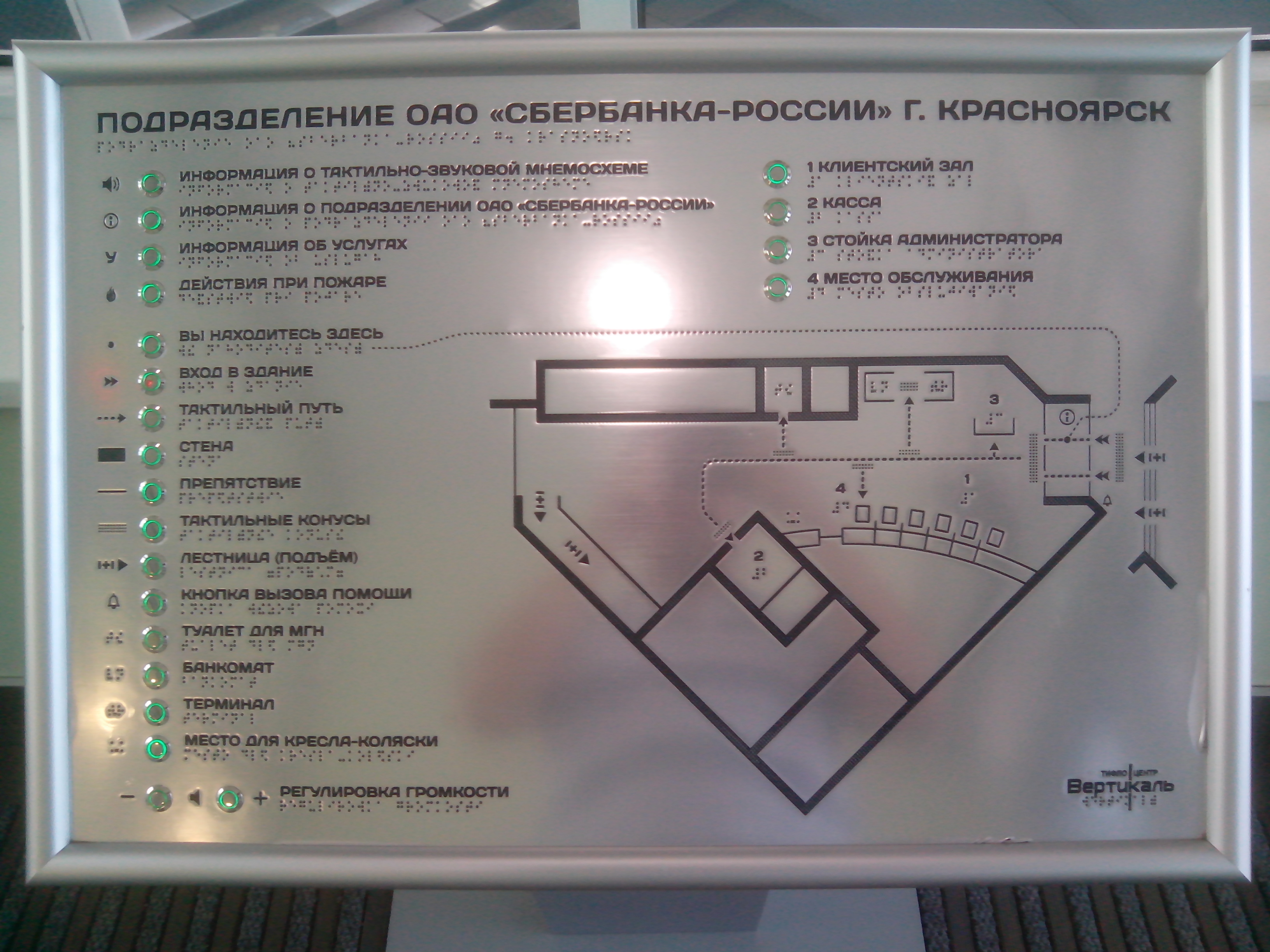
Тактильная панель с русским шрифтом Брайля

Библиотеки в России могут сами печатать книги шрифтом Брайля:

Нужно иметь в виду, что в каждой библиотеке для слепых есть специальный принтер и что-то они могут делать самостоятельно. К сожалению, в последнее время люди просто берут что-то из интернета и засовывают в принтер. Как-то это прочесть можно, но все равно очень безграмотно получается. Все хотят сделать подешевле.
— Из интервью с Олегом Пилюгиным, главным редактором издательства для незрячих «Чтение»

## Сравнение шрифта на разных языках
| Знак | Точки Брайля | Франция | Россия | Беларусь | Греция | Грузия    | Вьетнам | Чувашия | Татарстан | Казахстан | Арабский | № |
| ---- | ------------ | ------- | ------ | -------- | ------ | --------- | ------- | ------- | --------- | --------- | -------- | - |
| ⠁    | 1            | A       | А      | А        | Α      | ა (ани)   | A       | А       | А         | А         | ا‎        | 1 |
| ⠃    | 1-2          | B       | Б      | Б        | Β      | ბ (бани)  | B       | Б       | Б         | Б         | ب‎        | 2 |
| ⠺    | 2-4-5-6      | W       | В      | В        | Ω      | ვ (вини)  |         | В       | В         | В         | و‎        |   |
| ⠛    | 1-2-4-5      | G       | Г      | Г        | Γ      | გ (гани)  | G       | Г       | Г         | Г         |          | 7 |
| ⠙    | 1-4-5        | D       | Д      | Д        | Δ      | დ (дони)  | Đ       | Д       | Д         | Д         | د‎        | 4 |
| ⠑    | 1-5          | E       | Е      | Е        | Ε      | ე (эни)   | E       | Е       | Е         | Е         |          | 5 |
| ⠡    | 1-6          | Â       | Ё      | Ё        |        |           | Â       | Ё       | Ё         | Ё         | ة‎        |   |
| ⠚    | 2-4-5        | J       | Ж      | Ж        | Η      | ჟ (жани)  |         | Ж       | Ж         | Ж         | ج‎        | 0 |
| ⠵    | 1-3-5-6      | Z       | З      | З        | Ζ      | ზ (зени)  | D       | З       | З         | З         | ز‎        |   |
| ⠊    | 2-4          | I       | И      |          | Ι      | ი (ини)   | I       | И       | И         | И         | ي‎        | 9 |
| ⠯    | 1-2-3-4-6    | Ç       | Й      | Й        |        | Ჰ (хаэ)   |         | Й       | Й         | Й         | ص‎        |   |
| ⠅    | 1-3          | K       | К      | К        | Κ      | კ (кани)  | K       | К       | К         | К         | ك‎        |   |
| ⠇    | 1-2-3        | L       | Л      | Л        | Λ      | ლ (ласи)  | L       | Л       | Л         | Л         | ل‎        |   |
| ⠍    | 1-3-4        | M       | М      | М        | Μ      | მ (мани)  | M       | М       | М         | М         | م‎        |   |
| ⠝    | 1-3-4-5      | N       | Н      | Н        | Ν      | ნ (нари)  | N       | Н       | Н         | Н         | ن‎        |   |
| ⠕    | 1-3-5        | O       | О      | О        | Ο      | ო (они)   | O       | О       | О         | О         | ى‎        |   |
| ⠏    | 1-2-3-4      | P       | П      | П        | Π      | Პ (пари)  | P       | П       | П         | П         |          |   |
| ⠗    | 1-2-3-5      | R       | Р      | Р        | Ρ      | Რ (раэ)   | R       | Р       | Р         | Р         | ر‎        |   |
| ⠎    | 2-3-4        | S       | С      | С        | Σ      | Ს (сани)  | S       | С       | С         | С         | س‎        |   |
| ⠞    | 2-3-4-5      | T       | Т      | Т        | Τ      | Ტ (тари)  | T       | Т       | Т         | Т         | ت‎        |   |
| ⠥    | 1-3-6        | U       | У      | У        | Υ      | Უ (уни)   | U       | У       | У         | У         |          |   |
| ⠋    | 1-2-4        | F       | Ф      | Ф        | Φ      | თ (тхани) |         | Ф       | Ф         | Ф         | ف‎        | 6 |
| ⠓    | 1-2-5        | H       | Х      | Х        | Θ      | Ხ (хани)  | H       | Х       | Х         | Х         | ه‎        | 8 |
| ⠉    | 1-4          | C       | Ц      | Ц        | Χ      | Ც (цани)  | C       | Ц       | Ц         | Ц         | ال‎       | 3 |
| ⠟    | 1-2-3-4-5    | Q       | Ч      | Ч        |        | Ჩ (чини)  | Q       | Ч       | Ч         | Ч         | ق‎        |   |
| ⠱    | 1-5-6        | Û       | Ш      | Ш        |        | Შ (шини)  |         | Ш       | Ш         | Ш         | ح‎        |   |
| ⠭    | 1-3-4-6      | X       | Щ      |          | Ξ      | Ჭ (чари)  | X       | Щ       | Щ         | Щ         | خ‎        |   |
| ⠷    | 1-2-3-5-6    | À       | Ъ      |          |        |           |         | Ъ       | Ъ         | Ъ         | ع‎        |   |
| ⠮    | 2-3-4-6      | È       | Ы      | Ы        |        | Ყ (кари)  |         | Ы       | Ы         | Ы         | ذ‎        |   |
| ⠾    | 2-3-4-5-6    | Ù       | Ь      | Ь        |        |           |         | Ь       | Ь         | Ь         | ط‎        |   |
| ⠪    | 2-4-6        | Œ       | Э      | Э        |        | Ჯ (джани) | Ơ       | Э       | Э         | Э         | أو‎       |   |
| ⠳    | 1-2-5-6      | Ü       | Ю      | Ю        |        |           | Ư       | Ю       | Ю         | Ю         | ؤ‎        |   |
| ⠫    | 1-2-4-6      | Ë       | Я      | Я        |        | Ღ (гхани) |         | Я       | Я         | Я         | ض‎        |   |
| ⠧    | 1-2-3-6      | V       | Ѳ*     |          | Ψ      | Ფ (пхари) | V       |         | Һ         | Һ         | ﻻ‎        |   |
| ⠽    | 1-3-4-5-6    | Y       | І*     | І        |        | Ძ (дзили) | Y       | Ӑ       | Ү         | І         | ئ‎        |   |
| ⠻    | 1-2-4-5-6    | Ï       |        | Ґ*       |        | Ქ (кхани) |         |         | Җ         | Ғ         |          |   |
| ⠹    | 1-4-5-6      | Ô       | Ѣ*     |          |        | Წ (цили)  | Ô       |         | Ң         | Қ         | ث‎        |   |
| ⠣    | 1-2-6        | Ê       |        | Дж       |        |           | Ê       | Ҫ       | Ө         | Ө         | غ‎        |   |
| ⠜    | 3-4-5        |         |        | Дз       |        |           | Ă       | Ӗ       | Ә         | Ә         | آ‎        |   |
| ⠤    | 3-6          |         |        |          |        |           | ◌̃       |         |           |           |          |   |
| ⠢    | 2-6          |         |        |          |        |           | ◌̉       |         |           |           |          |   |
| ⠔    | 3-5          |         |        |          |        |           | ◌́       |         |           |           |          |   |
| ⠰    | 5-6          |         |        |          |        |           | ◌̀       |         |           |           |          |   |
| ⠠    | 6            |         |        |          |        |           | ◌̣       |         |           |           |          |   |
| ⠬    | 3-4-6        |         |        | Ў        |        |           |         | Ӳ       |           | Ұ         |          |   |
| ⠩    | 1-4-6        | Î       | Ѵ*     |          |        |           |         |         |           | Ң         | ش‎        |   |
| ⠌    | 3-4          |         |        |          |        |           |         |         |           | Ү         | أ‎        |   |
| ⠿    | 1-2-3-4-5-6  | É       |        |          |        |           |         |         |           |           | ظ‎        |   |
| ⠨    | 4-6          |         |        |          |        |           |         |         |           |           | إ‎        |   |
| ⠄    | 3            |         |        |          |        |           |         |         |           |           | ء‎        |   |